# Mach tuck
Il fenomeno del Mach Tuck consiste in uno spontaneo momento di beccheggio verso il basso, quindi picchiante, che affligge l'aereo quando la velocità del velivolo si avvicina alla velocità del suono (Mach 1). Tale velocità, conosciuta come Numero di Mach critico, è la velocità alla quale il flusso d'aria raggiunge velocità soniche in un qualche punto della superficie alare, e può collocarsi a numeri di Mach di molto inferiori a 1 (ad esempio 0,7), ma il valore esatto è una proprietà del profilo alare.

## Causa
In breve, il Mach Tuck è causato dall'arretramento del fuoco del profilo all'avvicinarsi del regime sonico (regime transonico).
Andando a scoprire i dettagli, in un profilo alare convenzionale, la portanza viene generata modellando il profilo in modo che l'aria scorra più velocemente sul dorso e più lentamente sul ventre. L'aria sul dorso è quindi più veloce della corrente indisturbata, a tal punto che può raggiungere velocità soniche (con formazione di onde d'urto) ben prima dell'intero aereo. La zona che precede l'onda d'urto produce più portanza rispetto alla zona che segue a causa delle diverse velocità del flusso (infatti la portanza è proporzionale al quadrato della velocità, e a valle dell'urto si hanno velocità subsoniche); man mano che il velivolo accelera si ha l'arretramento dell'onda d'urto, e sempre più superficie alare produrrà alta portanza. L'arretramento dunque non interessa solo l'onda, ma anche il punto di applicazione della portanza (chiamato fuoco del profilo). Se, infatti, il fuoco si colloca a un quarto della corda del profilo per volo subsonico, in volo supersonico si colloca al 50% della corda. 
Dato che la posizione del baricentro rimane sostanzialmente invariata, e così pure il momento focale, non può che nascere un momento picchiante attorno al baricentro del velivolo senza che il pilota tocchi alcun comando di volo. 
La severità di questo momento picchiante dipende fondamentalmente dal numero di Mach critico, e quindi dal profilo alare. Profili più spessi o inarcati presentano un valore basso per questo Mach, profili sottili e supercritici (studiati appositamente per il volo transonico) hanno elevati valori di Mach Critico. Inoltre, dato che è la componente della velocità normale all'ala a causare i fenomeni transonici, l'angolo di freccia gioca un ruolo fondamentale, così come lo svergolamento alare. 
Va detto che non è bastevole il comando del pilota per recuperare da questa picchiata: il nuovo flusso che si è generato attorno all'ala può perturbare dannosamente lo stabilizzatore e l'equilibratore, togliendo al pilota l'efficacia dei suoi comandi (potrebbero anche verificarsi onde d'urto sullo stabilizzatore stesso) ed entrando in una picchiata irrecuperabile.
Tuttavia, come l'aereo perde di quota, si rientra in un'atmosfera più calda e densa, e questo produce due effetti (positivi per il pilota e l'aereo): a causa della temperatura più alta, la velocità del suono è più alta, dunque i fenomeni transonici possono sparire dalla superficie alare. Inoltre, la densità maggiore offre più resistenza aerodinamica all'aereo, frenandolo e allontanando ancora di più questi fenomeni solitamente indesiderati.